# Пам'ятник Анатолію Кузнєцову (Київ)
Пам'ятник Анатолію Кузнецову — монумент Анатолію Кузнецову, авторові роману-документу «Бабин Яр», на перетині вулиць Петропавлівської і Кирилівської (колишня Фрунзе). Автор — скульптор Володимир Журавель, також відомий в Києві, як творець пам'ятника «Малюки, що пускають кораблики» на Поштовій Площі, пам'ятника Іллі Муромцю в парку «Муромець» та пам'ятника Ігорю Сікорському у міжнародному аеропорту «Київ» ім. І. Сікорського. Пам'ятник було створено коштом мецената, який побажав залишитися невідомим. Відкрито 29 вересня 2009 року на місці, де раніше стояла будівля середньої школи, в якій викладала мати А.В. Кузнецова — Марія Федорівна.

## Опис
Бронзова фігура (заввишки 165 см) хлопчика — персонажа роману «Бабин Яр», який читає наказ київської окупаційної влади 1941 року:
«Наказується всім жидам міста Києва і околиць зібратися в понеділок дня 29 вересня 1941 року до год. 8 ранку при вул. Мельника — Доктерівській (коло кладовища). Всі повинні забрати з собою документи, гроші, білизну та інше. Хто не підпорядкується цьому розпорядженню буде розстрілянний. Хто займе жидівське мешкання або розграбує предмети з тих мешкать, буде розстрілянний».
Цей наказ був початком кінця для багатьох. А поблизу написано: «Щоб минуле не повторилося, май сміливість подивитися йому в очі — вся правда в романі-документі Анатолія Кузнєцова». Пам'ятник розташований поблизу будинку, де жив Анатолій Кузнецов.
Частиною пам'ятника є відтворене в бронзі оголошення німецького командування. Однак воно спотворене. Справжнє оголошення було написано російською мовою, а праворуч меншим текстом українською та ще меншим текстом німецькою. На пам'ятнику немає тексту російською мовою. Текст німецькою мовою, порівняно з оригіналом, містить орфографічні помилки.

## Церемонія відкриття

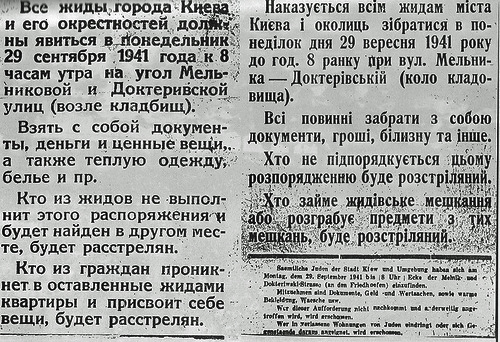
Оригінальне оголошення німецького командування.

Відкриття пам'ятника було зроблено у вигляді театральної вистави, яка відтворювала атмосферу того часу. Вулиця перекрита колючим дротом, встановлені протитанкові їжаки. Група імітаторів військових періоду ВВВ виступила в ролі німецьких фашистів, також до неї були підключені кінологи з вівчарками. Група акторів, обрана за допомогою кастингу, виконувала ролі євреїв, яких зібрали в колону і «вели в нове життя» — на розстріл; тюки з речами євреїв були прибрані на візок, там же розміщувалися діти. Гучномовці віщали німецькою та українською мовами записи, які дійсно звучали 29 вересня 1941 року. На стовпах були розвішені копії оголошень і листівок того часу. Також в акторській групі були образи українських поліцаїв, зрадників того часу. У відкритті брали участь школярі, які зачитували фрагменти з книги Кузнєцова. Сильним моментом був пластичний етюд, який був виконаний екс-учасниками проекту «Танцюють всі». Гарно поставлена хореографія розповідала історії тортур, зради, бунту народу, безсилля і віри. Кульмінацією був рух театралізованої групи (під звуки метронома) за білу завісу — в майбутнє, в нікуди — це три крапки, що поставлені режисерами цього дійства. З пам'ятника 12 річному Анатолію Кузнєцову зняли білу тканину.
На відкриття пам'ятника з Москви зміг приїхати син письменника — Олексій Кузнєцов.

## Думки про пам'ятник
Олексій Кузнєцов:
Уже в ході церемонії відкриття пам'ятника деякі люди питали мене — а чи варто було вивішувати на стіні текст цього жахливого наказу? Чи можливо в художній композиції використовувати блюзнірські тексти, що б'ють по пам'яті ще живих людей, які пам'ятають трагедію окупованого Києва? Моя думка — так, можна! Цей пам'ятник — як оголений нерв, він зачіпає того, хто його бачить, зачіпає відразу ж і спонукає людину замислитися про все, що відбувалося в ті роки і відбувається зараз. Той, хто не знає нічого про цей наказ і про Бабин Яр — прочитає і дізнається. Той, хто знає — може розповісти тим, хто не знає. На жаль, багато і тих, хто не знає і не хоче знати. Сподіваюся, пам'ятник зіграє свою роль в такому найважливішому, хоча дуже складному і болючому процесі пізнання.